# Präsidentschaftswahl in Kap Verde 2011
Die Präsidentschaftswahl in Kap Verde 2011 fand am 7. August (erster Wahlgang) und am 21. August (Stichwahl).
Da in der ersten Runde keiner der Kandidaten die absolute Mehrheit der Stimmen erhielt, wurde am 21. August eine Stichwahl zwischen den zwei Bestplatzierten Jorge Carlos Fonseca vom Movimento para a Democracia (MpD) (deutsch: Bewegung für Demokratie) und Manuel Inocêncio Sousa vom Partido Africano da Independência de Cabo Verde (PAICV) (deutsch: Afrikanische Partei für die Unabhängigkeit von Kap Verde) durchgeführt, die beide in der ersten Runde jeweils gut 30 Prozent der Stimmen erhalten hatten. Damit waren die Präsidentschaftskandidaten der beiden Parteien in der Stichwahl, die die Politik von Kap Verde seit der Einführung des Mehrparteiensystems 1991 beherrschen.
Als Sieger ging Jorge Carlos Fonseca mit 54 Prozent der abgegebenen Stimmen aus der Wahl hervor. Der Verlierer der Stichwahl, Souza, erkannte seine Niederlage an und gratulierte dem siegreichen Fonseca. Die Einhaltung demokratischer Standards bei der Wahl wurde von keiner Seite bestritten. Kap Verde zeigte sich damit wieder als eine der wenigen zweifelsfrei funktionierenden Demokratien Afrikas.
Die vier Kandidaten im Einzelnen:
- Manuel Inocêncio Sousa, Kandidat der regierenden PAICV und ehemaliger Außenminister
- Jorge Carlos Fonseca, Kandidat der oppositionellen MpD und ebenfalls ehemaliger Außenminister
- Aristides Lima, Mitglied der PAICV, aber ohne die Unterstützung seiner Partei, Präsident der Nationalversammlung von Kap Verde
- Joaquim Monteiro, unabhängiger Kandidat

## Ergebnis
| Kandidaten                                                    | Parteien                                        | 1. Wahlgang | 1. Wahlgang | 2. Wahlgang | 2. Wahlgang |
| Kandidaten                                                    | Parteien                                        | Stimmen     | %           | Stimmen     | %           |
| ------------------------------------------------------------- | ----------------------------------------------- | ----------- | ----------- | ----------- | ----------- |
| Jorge Carlos Fonseca                                          | Movimento para a Democracia                     | 60.887      | 37,8        | 97.735      | 54,3        |
| Manuel Inocêncio Sousa                                        | Partido Africano da Independência de Cabo Verde | 52.612      | 32,7        | 82.379      | 45,7        |
| Aristides Lima                                                | Unabhängig                                      | 44.648      | 27,7        |             |             |
| Joaquim Monteiro                                              | Unabhängig                                      | 2.958       | 1,8         |             |             |
| Gesamt                                                        | Gesamt                                          | 161.105     | 100         | 180.114     | 100         |
|                                                               |                                                 |             |             |             |             |
| Ungültige Stimmen                                             | Ungültige Stimmen                               | 1.855       | 1,1         | 2.249       | 1,2         |
| Wähler                                                        | Wähler                                          | 162.960     | 53,5        | 182.363     | 59,9        |
| Wahlberechtigte                                               | Wahlberechtigte                                 | 304.621     |             | 304.621     |             |
|                                                               |                                                 |             |             |             |             |
| Quellen: Boletim oficial, 1. Wahlgang (s. 1045) – 2. Wahlgang |                                                 |             |             |             |             |